# WISE 0713-2917
WISE 0713-2917 (= WISE J071322.55-291751.9) is een bruine dwerg met een spectraalklasse van Y0. De ster in het sterrenbeeld Grote Hond (Canis Major)
bevindt zich 29,8 lichtjaar van de zon.